# 氢-7
氢-7（英語：Hydrogen-7，7H ）是氫的一個人造放射性同位素，半衰期極短，極為不穩定。氫-7是目前已知最重的氫同位素。

## 概要
7H由一个质子和六个中子组成，是氢最重的放射性同位素。这是一个极端的中子过剩核，中子的数量是质子的6倍，这个中子-质子比10He（4）和12Li（3）更大，并且是所有核种中中子-质子比最大的。
7H的衰变模式不明，可能是双中子发射，衰变成5H。5H以86×10-23秒的半衰期衰变成3H，最后以12.32年的半衰期β衰变成3He。

## 合成
7H是2003年由日本，俄罗斯，英国，法国，瑞典的联合研究小组，使用理化学研究所的装置合成的。18O生成的8He加速并撞击到氕气上（1H2）。1H和8He的撞击产生了两个质子（1H）被RIKEN Telescope捕获。在合成之前，人们以为氢同位素只能合成到5H。 
{\displaystyle \,_{2}^{8}\mathrm {He} +\,_{1}^{1}\mathrm {H} \to \,_{1}^{7}\mathrm {H} +2\,_{1}^{1}\mathrm {H} }
2006年发现7H可由π-照射9Be或11B而成。2007年，一个欧洲研究小组使用GANIL将8He照射到12C上，宣布合成了7H。